# Eva Mona Rodekirchen
Eva Mona Rodekirchen (* 15. Juni 1976 in Bochum) ist eine deutsche Sängerin und Schauspielerin.

## Leben und Karriere
In der Vergangenheit sang Rodekirchen in einer Countryband. Von 1999 bis 2003 studierte sie Schauspiel an der Bayerischen Theaterakademie „August Everding“ in München. Bereits während ihrer Ausbildung war sie in verschiedenen Theaterproduktionen zu sehen. Nach der Ausbildung begann sie beim Landestheater Schwaben in Memmingen. Für ihre Tätigkeit am Theater Krefeld Mönchengladbach wurde sie 2010 für den Theater-Oscar nominiert. Im Januar 2015 hatte sie einen Überraschungsauftritt für ihre ehemalige Serientochter bei der Silbereisen-Show Das große Fest der Besten.
Ihr Fernsehdebüt gab Rodekirchen im Oktober 2010 in der RTL-Seifenoper Gute Zeiten, schlechte Zeiten. Dort spielte sie seitdem eine der Hauptrollen als Maren Seefeld.
Im Dezember 2012 wurden sie und ihr Lebensgefährte Eltern einer Tochter. Sie lebt in Potsdam.

## Filmografie
- 2004: A Small Place (Kurzfilm)
- seit 2010: Gute Zeiten, schlechte Zeiten (Fernsehserie)
- 2022–2023: Der König von Palma (Fernsehserie, 9 Folgen)
- 2024: Soko Wismar (Fernsehserie, Folge: Reuters Fest)
- 2024: Großstadtrevier (Fernsehserie, 1 Folge)